# Denis Heldák
Denis Heldák (* 6. září 1997) je slovenský lední hokejista hrající na pozici útočníka.

## Život
Během sezóny 2012/2013 hrál za výběr do 18 let v klubu HK ŠKP Poprad. Následně přestoupil do pražské Slavie, za níž i nadále nastupoval v této věkové kategorii. Další sezónu (2014/2015) již hrál i za juniory tohoto celku a v sezóně 2015/2016 vedle juniorů vypomohl v jednom utkání i mužskému výběru Slavia. Ročník 2016/2017 stále nastupoval za slávistické juniory, ve dvou utkáních též za muže tohoto celku a část sezóny strávil na hostování v klubu HC Vajgar Jindřichův Hradec.